# (73621) 3381 T-3
(73621) 3381 T-3 – planetoida z pasa głównego asteroid okrążająca Słońce w ciągu 3,73 lat w średniej odległości 2,4 j.a. Odkryta 16 października 1977 roku.